# Государственная печать Палау
Госуда́рственная печа́ть Пала́у — государственный символ Республики Палау. Принята 1 января 1981 года, в день введения самоуправления.

## Описание
Государственная печать Республики Палау представляет собой круг, в центре которого изображено здание, перекрываемое полотнищем, сверху располагается надпись — Olbiil era kelulau (палау Национальный конгресс Палау); снизу — Republic of Palau (англ. Республика Палау). Печать чёрно-белая, не имеет цветов. По своему внешнему виду печать напоминает предыдущую печать Подопечной территории Тихоокеанских островов.